# Dětřichov nad Bystřicí
Pour les articles homonymes, voir Dětřichov.
Dětřichov nad Bystřicí (en allemand : Dittersdorf) est une commune du district de Bruntál, dans la région de Moravie-Silésie, en Tchéquie. Sa population s'élevait à 418 habitants en 2021.

## Géographie
Dětřichov nad Bystřicí est arrosée par la Bystřice, un affluent de la Morava, et se trouve à 6 km au nord-ouest de Moravský Beroun, à 18 km au sud-sud-ouest de Bruntál, à 62 km à l'ouest d'Ostrava et à 214 km à l’est de Prague.
La commune est limitée par Ryžoviště et Lomnice au nord, par Moravský Beroun à l'est et au sud, par Horní Loděnice et Sternberk au sud-ouest, et par Huzová à l'ouest.

## Histoire
La première mention écrite de la localité date de 1317.

## Administration
La commune se compose de deux quartiers :
- Dětřichov nad Bystřicí
- Krahulčí

## Transports
Par la route, Dětřichov nad Bystřicí se trouve à 6 km de Moravský Beroun, à 18 km de Šternberk, à 19 km de Bruntál, à 77 km d'Ostrava et à 299 km de Prague.